# Alluaudia
Alluaudia es un género  de plantas con flores de la familia Didiereaceae que consta de 6 especies aceptadas.  

## Descripción
Las especies del género Alluaudia son plantas espinosas suculentas que crecen con pocas ramas emergentes de forma arbustiva o en forma de árbol. Pueden tener un tronco de hasta 50 cm de diámetro y una altura de 10 a 15 metros.
Las espinas tienen forma de aguja, miden de 2 a 2,5 cm de largo y solo se encuentran en las ramas. Además, en los brotes nuevos, debajo de cada una de estas espinas, dispuestas en espiral, aparece una sola hoja con forma obovada o semicircular y miden de 0,5 a 3,5 cm de largo. Posteriormente, cada año van creciendo dos hojas opuestas en brotes cortos, con el lado estrecho de la hoja hacia arriba. Señalar que las espinas están dispuestas alrededor de las hojas como defensa contra los herbívoros. Sin embargo, en el caso de la especie Alluaudia dumosa, las espinas y hojas son perecederas
Las especies de Alluaudia son dioicas, con flores masculinas y femeninas en plantas separadas. La flores son pequeñas, agrupadas en muchas umbelas grandes o pequeñas. Pueden ser blancas, verdosas pálidas, amarillentas o rojizas y son radialmente simétricas, de hasta 1 cm de diámetro, con 8 o 10 estambres doblados hacia atrás. Los frutos miden de 2 a 6 mm y contienen semillas con arilos (envoltura, casi siempre carnosa y de colores vivos).

## Distribución
Es endémico del sur y sudeste de Madagascar, donde forman un componente importante de los bosques espinosos.

## Taxonomía
La primera descripción de este género fue como subgénero Alluaudia dentro del género Didierea,publicado en el año 1901, por el botánico francés Emmanuel Drake del Castillo en la revista científica Comptes rendus hebdomadaires des séances de l'Académie des sciences,133, p. 240.
Posteriormente, el propio Emmanuel Drake del Castillo le dio el rango de género Alluaudia, anotando estos cambios en la revista científica Bulletin du Muséum d'Histoire Naturelle (París) Volumen 9, p. 37 en el año 1903.

Etimología
Alluaudia: nombre genérico otorgado en honor al zoólogo y naturalista Charles Alluaud (1861–1949).

Divisiones
Señalar que el género Alluaudia se divide en dos secciones:
- Sección Alluaudia: planta frondosa, con brotes erectos, gruesos y escasamente ramificados (Número de cromosomas 2n = 240) Aquí encontramos a:  A. ascendens, A. montagnacii y A. procera.
- Sección Androyella: hojas escamosas o planta frondosa con brotes colgantes, delgados y muy ramificados (Número de cromosomas 2n = 48 o 2n = 192). Aquí encontramos a: A. comosa, A. dumosa y A. humbertii.

## Especies aceptadas
Actualmente, el género Alluaudia consta de 6 especies aceptadas según la Plants of the World Online (POWO):
| Imagen | Nombre científico                 | Distribución                 |
| ------ | --------------------------------- | ---------------------------- |
|        | Alluaudia ascendens (Drake) Drake | Sur de Madagascar            |
|        | Alluaudia comosa (Drake) Drake    | Sur y suroeste de Madagascar |
|        | Alluaudia dumosa (Drake) Drake    | Sur de Madagascar            |
|        | Alluaudia humbertii Choux         | Sur de Madagascar            |
|        | Alluaudia montagnacii Rauh        | Madagascar (Itampolo)        |
|        | Alluaudia procera (Drake) Drake   | Sur de Madagascar            |